# Landschaftsschutzgebiet Feldflur südlich des Linnepetals zwischen Weninghausen und Linnepe

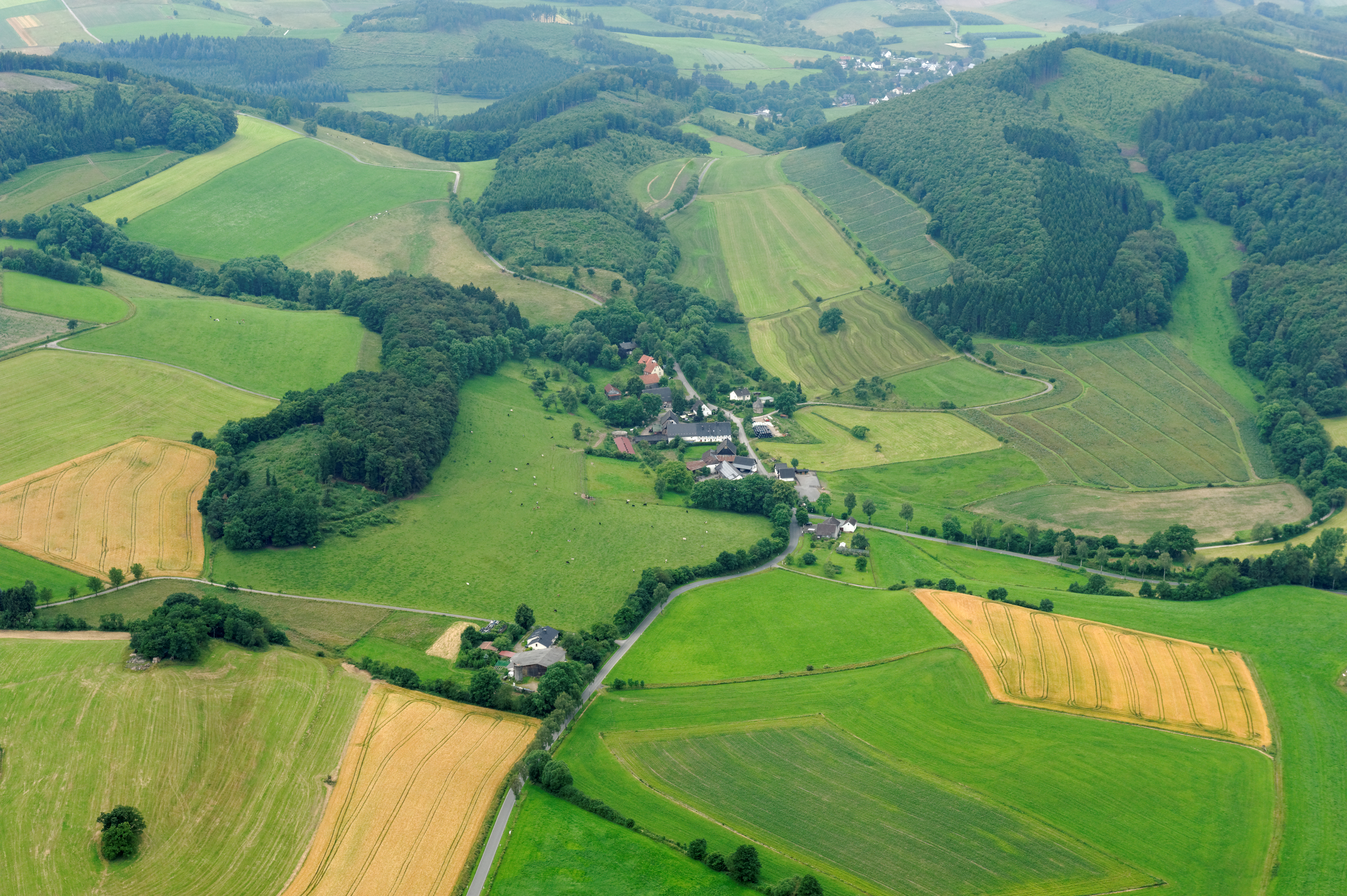
Landschaftsschutzgebiet Feldflur südlich des Linnepetals nordwestlich Linnepe einschließlich der Ortslage Weninghausen um Weninghausen

Das Landschaftsschutzgebiet Feldflur südlich des Linnepetals zwischen Weninghausen und Linnepe mit 36,3 ha Flächengröße liegt im Stadtgebiet von Sundern im Hochsauerlandkreis. Es wurde 1993 mit dem Landschaftsplan Sundern durch den Kreistag des Hochsauerlandkreises als Landschaftsschutzgebiet (LSG) mit dem Namen Landschaftsschutzgebiet Feldflur südlich des Linnepetals nordwestlich Linnepe einschließlich der Ortslage Weninghausen mit 40,84 ha Flächengröße ausgewiesen. Bei der Neuaufstellung des Landschaftsplanes Sundern wurde es als Landschaftsschutzgebiet vom Typ B – Ortsrandlagen, Landschaftscharakter erneut ausgewiesen und verkleinert.

## Beschreibung
Das LSG liegt nordwestlich von Linnepe bzw. um Weninghausen am Siedlungsrand und gehört zum Naturpark Sauerland-Rothaargebirge. Es umfasst Ackerflächen und Grünland.

## Schutzzweck
Die Ausweisung erfolgte u. a. zur Sicherung der Vielfalt und Eigenart der Landschaft im Nahbereich der Ortslage sowie in alten landwirtschaftlichen Vorranggebieten insbesondere durch deren Offenhaltung; Erhaltung der Leistungsfähigkeit des Naturhaushalts hinsichtlich seines Artenspektrums und der Nutzungsfähigkeit der Naturgüter.
Der Landschaftsplan führt als speziellen Schutzzweck auf: „Die Festsetzung dient neben dem Schutz der freien Ortsrandlagen insbesondere dem Erhalt des für eine landwirtschaftliche Nutzung besonders begünstigten Landschaftsausschnittes.“

## Rechtliche Vorschriften
Wie in den anderen Landschaftsschutzgebieten vom Typ B im Stadtgebiet besteht im LSG ein Verbot, Bauwerke zu errichten. Vom Verbot ausgenommen sind Bauvorhaben für Gartenbaubetriebe, Land- und Forstwirtschaft. Die Untere Naturschutzbehörde kann Ausnahme-Genehmigungen für Bauten aller Art erteilen. Wie in den anderen Landschaftsschutzgebieten vom Typ B in Sundern besteht im LSG ein Verbot der Erstaufforstung und Weihnachtsbaum-, Schmuckreisig- und Baumschul-Kulturen anzulegen.
Wie für alle Landschaftsschutzgebiete vom Typ B im Landschaftsplangebiet wurde das Gebot erlassen das Gebiet durch landwirtschaftlichen Nutzung oder durch geeignete Pflegemaßnahmen von Bewaldung freizuhalten.